# أنثيا هاميلتون
أنثيا هاميلتون (بالإنجليزية: Anthea Hamilton)‏ هي رسامة بريطانية، ولدت في 1978 في لندن في المملكة المتحدة.